# Ty nie zabudiesz
Ty nie zabudiesz – debiutancki album studyjny ukraińskiej piosenkarki Switłany Łobody wydany w 2005 roku nakładem wytwórni Moon Records. 
Płyta promowana była przez trzy single: „Czorno-bieła zima”,  „Ja zabudu tebia” i „Ty nie zabudiesz”.

## Single
- „Czorno-bieła zima” – został wydany w grudniu 2004 roku. Do piosenki został zrealizowany teledysk, który ukazał się w serwisie YouTube[1]
- „Ja zabudu tebia” – został wydany w 2005 roku. Do piosenki został zrealizowany teledysk, który ukazał się w serwisie YouTube[2]
- „Ty nie zabudiesz” – został wydany w 2005 roku. Do piosenki został zrealizowany teledysk, który ukazał się w serwisie YouTube[3]

## Lista utworów
Spis sporządzono na podstawie materiału źródłowego.
| Ty nie zabudiesz | Ty nie zabudiesz            | Ty nie zabudiesz | Ty nie zabudiesz                                     | Ty nie zabudiesz |
| Nr               | Tytuł utworu                | Tekst            | Muzyka                                               | Długość          |
| ---------------- | --------------------------- | ---------------- | ---------------------------------------------------- | ---------------- |
| 1.               | „Potomu, czto lublu”        | Switłana Łoboda  | Iwan Rozin                                           | 3:12             |
| 2.               | „Czorno-bieła zima”         | Taras Demczuk    | Taras Demczuk                                        | 3:16             |
| 3.               | „Daj mnie”                  | Taras Demczuk    | Taras Demczuk                                        | 3:00             |
| 4.               | „Bozmi”                     | Switłana Łoboda  | Switłana Łoboda                                      | 3:50             |
| 5.               | „Ty nie zabudiesz”          | Switłana Łoboda  | Emmanuelle Vidal De Fonseca, Francesco De Benedittis | 4:03             |
| 6.               | „Tam, za obłakami”          | Switłana Łoboda  | Switłana Łoboda                                      | 3:42             |
| 7.               | „Czornyj angieł”            | Switłana Łoboda  | Heorhij Denisenko                                    | 3:51             |
| 8.               | „Ja zabudu tebia”           | Taras Demczuk    | Taras Demczuk                                        | 4:08             |
| 9.               | „Ja zabudu tebia” (Remix)   | Taras Demczuk    | Taras Demczuk                                        | 3:52             |
| 10.              | „Czorno-bieła zima” (Remix) | Taras Demczuk    | Taras Demczuk                                        | 4:17             |
| 11.              | „How Can I Get You”         | Iwan Rozin       | Iwan Rozin, Switłana Łoboda                          | 3:36             |
| 12.              | „Didn’t Mean”               | Switłana Łoboda  | Switłana Łoboda                                      | 2:53             |
|                  |                             |                  |                                                      | 43:40            |